# Thick as Thieves
Thick as Thieves (Posteriormente alterado para The Code por razões desconhecidas) (no Brasil, Jogo Entre Ladrões e em Portugal, Parceiros no Crime) é um filme de assalto de ação e suspense americano-germânico de 2009, dirigido por Mimi Leder e protagonizado por Morgan Freeman e Antonio Banderas. O filme foi lançado diretamente em DVD em 17 de abril de 2009 nos Estados Unidos e em 18 de outubro de 2010 na Alemanha.

## Sinopse
Um ladrão veterano que recruta um jovem bandido para um trabalho que irá ajudá-lo a pagar suas dívidas com a máfia russa em uma estratégia para roubar dois ovos Faberge extremamente valiosos.

## Elenco
- Morgan Freeman - Keith Ripley
- Antonio Banderas - Gabriel Martin
- Radha Mitchell - Alexandra Korolenko
- Robert Forster - Lt. Samuel Weber
- Rade Šerbedžija - Nicky Petrovitch / Viktor Korolenko
- Marcel Iureş - Vitaly Zykov
- Tom Hardy - Det. Michaels
- Corey Johnson - Det. Voutiritas
- Asen Blatechki - gangster russo
- Marianna Stanicheva - Madame Irina
- Vladimir Kolev - Andrei
- Constantine Gregory - Sergeev

## Recepção
No Rotten Tomatoes, o filme tem uma taxa de aprovação de 20% com base em avaliações de 5 críticos. David Nusair, da Reel Film Reviews, deu ao filme 2.5/4 e o chamou de "...um esforço irremediavelmente desigual que é constantemente impulsionado pela mera presença de Freeman...". Dragan Antulov, da Draxblog Movie Reviews, deu-lhe 3/10 e escreveu: "A tristeza criada por este filme só poderia ser curada por sua rápida descida no bem-merecido esquecimento". Jason McKiernan, do Filmcritic.com, chamou de "desleixado, preguiçoso e incapaz de acompanhar seu próprio golpe".